# 鳥見神社 (印西市)
鳥見神社（とみじんじゃ、とりみじんじゃ）とは、千葉県印西市小林にある神社である。旧社格は郷社。なお印西市には小林の他、大森、平岡、和泉、小倉、中根、浦部にも鳥見神社がある。

## 祭神
- 饒速日命
- 宇麻志間知命
- 御炊屋姫命

## 由緒
この神社の創建については不詳であるが、言い伝えによれば崇神天皇の代に創建されたという。中世には千葉氏一族の帰依を得た。

## 所在地
- 千葉県印西市小林2712（とみじんじゃ） 郷社…本項で取り上げる神社
  - 千葉県印西市大森1943（とみじんじゃ） 村社
  - 千葉県印西市平岡1476（とりみじんじゃ） 村社 - 千葉県指定無形民俗文化財の鳥見神社の獅子舞が演じられる。
  - 千葉県印西市和泉622（とりみじんじゃ） 村社
  - 千葉県印西市小倉956（とりみじんじゃ） 村社
  - 千葉県印西市中根1339（とりみじんじゃ） 村社 - 千葉県指定無形民俗文化財の鳥見神社の神楽が演じられる。
  - 千葉県印西市浦部2125（とりみじんじゃ） 無格社 - 千葉県指定無形民俗文化財の浦部の神楽が演じられる。